# بن نیکلسون
بنجامین لادر نیکلسون (انگلیسی: Benjamin Lauder Nicholson) (۱۰ آوریل ۱۸۹۴– ۶ فوریه ۱۹۸۲) نقاش انگلیسی ترکیب‌بندی‌های انتزاعی (گاهی با نقش برجسته)، منظره و طبیعت بی‌جان بود.

## پیشینه و آموزش
نیکلسون در ۱۰ آوریل ۱۸۹۴ در دنهام، باکینگهامشر به دنیا آمد و فرزند پدرومادری نقاش به نام‌های سر ویلیام نیکلسون و میبل پراید و و برادر نانسی نیکلسون هنرمند، کریستوفر نیکلسون معمار و آنتونی نیکلسون بود. مادربزرگ مادری او باربارا پراید (لقب لادر) خواهرزادهٔ برادران هنرمند مشهور رابرت اسکات لادر و جیمز اکفورد لادر بود. خانوادهٔ بن در سال ۱۸۹۶ به لندن نقل مکان کردند. نیکلسون در مدرسهٔ مقدماتی تیتنهانگر لوژ، در سیفورد، در هدن کورت، همپستید و سپس در یک یک شبانه‌روزی در مدرسهٔ گرشام، هولت، نورفک تحصیل کرد. او بین سال‌های ۱۹۱۰ و ۱۹۱۱ در مدرسه هنرهای زیبای اسلید به عنوان هنرمند در لندن آموزش دید و همان‌جا بود که او با معاصرانش پل نش، استنلی اسپنسر، مارک گرترلر و ادوارد وادسورث همراه بود. به گفتهٔ نش که با او دوستی نزدیکی برقرار کرد، نیکلسون در طول سال تحصیلی خود در اسلید، زمان بیشتری را صرف بازی بیلیارد کرد تا نقاشی یا طراحی؛ زیرا او بعداً ادعا کرد که تصویر توپ‌های رنگی بر زمینهٔ سبز میز بیلیارد جذابیت بیشتری برای حس زیبایی‌شناسی او دارد.
نیکلسون سه بار ازدواج کرد. اولین ازدواج او با نقاشی به نام وینیفرد رابرتز بود. در ۵ نوامبر ۱۹۲۰ در کلیسای سنت مارتین این فیلدز لندن این جشن ازدواج برگزار شد. نیکلسون و وینیفرد سه فرزند داشتند: یک پسر، جیک، در ژوئن ۱۹۲۷، یک دختر، کیت (که بعداً نقاش شد)، در ژوئیه ۱۹۲۹; و یک پسر، اندرو، که در سپتامبر ۱۹۳۱ به دنیا آمد. آنها در سال ۱۹۳۸ طلاق گرفتند. ازدواج دوم او با باربارا هپورث، هنرمند همکارش در ۱۷ نوامبر ۱۹۳۸ در همپستد به ثبت رسید. نیکلسون و هپورث در سال ۱۹۳۴ صاحب سه قلو، دو دختر به نام‌های سارا و راشل و یک پسر به نام سایمون شدند. آنها در سال ۱۹۵۱ متارکه کردند. سومین و آخرین ازدواج او نیز با فلیسیتاس فوگلر، عکاس آلمانی بود. آنها در ژوئیه ۱۹۵۷ ازدواج کردند و در سال ۱۹۷۷ از یکدیگر جدا شدند.